# Saison 2019-2020 du Stade rochelais
Cette page présente la saison 2019-2020 du Stade rochelais en Top 14, en Champions Cup et au Supersevens.

## Entraîneurs
- Jono Gibbes (Directeur sportif)
- Ronan O'Gara (Entraineur principal)
- Grégory Patat (Entraineur des avants)
- Akvsenti Giorgadze (Entraineur de la touche)

## La saison
La saison est marquée par une suspension du championnat à partir du 13 mars après le début de la propagation de la pandémie de Covid-19 en France. Le 30 avril, la LNR propose l'arrêt définitif du championnat, après une réunion extraordinaire organisée la veille avec tous les membres du bureau exécutif et les présidents de clubs. Par conséquent, le titre national n'est pas attribué et aucune promotion, ni relégation n'est promulguée, à l'issue de cette édition ; la décision est définitivement approuvée par le comité directeur de la LNR le 2 juin.

## Effectif
| Nom                      | Poste            | Naissance          | Nationalité sportive | International | Dernier club          | Arrivée au club (année) |
| ------------------------ | ---------------- | ------------------ | -------------------- | ------------- | --------------------- | ----------------------- |
| Uini Atonio              | Pilier           | 26 mars 1990       | France               |               | Counties Manukau      | 2011                    |
| Mike Corbel              | Pilier           | 9 avril 1992       | France               | -             | ASM Clermont          | 2013                    |
| Vincent Pelo             | Pilier           | 22 avril 1988      | France               |               | CS Bourgoin-Jallieu   | 2014                    |
| Léo Aouf                 | Pilier           | 25 février 1997    | France               | -             | Formé au club         | 2015                    |
| Dany Priso               | Pilier           | 2 janvier 1994     | France               |               | Stade français        | 2016                    |
| Arthur Joly              | Pilier           | 20 février 1988    | France               | -             | SU Agen               | 2018                    |
| Sila Puafisi             | Pilier           | 15 avril 1988      | Tonga                |               | CA Brive              | 2018                    |
| Ramiro Herrera           | Pilier           | 14 février 1989    | Argentine            |               | Stade français        | 2019                    |
| Reda Wardi               | Pilier           | 2 août 1995        | France               |               | AS Béziers            | 2019                    |
| Pierre Bourgarit         | Talonneur        | 12 septembre 1997  | France               | -             | FC Auch               | 2017                    |
| Jean-Charles Orioli      | Talonneur        | 9 août 1989        | France               | -             | RC Toulon             | 2017                    |
| Facundo Bosch            | Talonneur        | 8 août 1991        | Argentine            |               | SU Agen               | 2019                    |
| Romain Sazy              | Deuxième ligne   | 18 octobre 1986    | France               | -             | US Montauban          | 2010                    |
| Mathieu Tanguy           | Deuxième ligne   | 5 mai 1996         | France               | -             | Formé au club         | 2012                    |
| Jone Qovu                | Deuxième ligne   | 26 juillet 1985    | Fidji                |               | Racing 92             | 2014                    |
| Rémi Leroux              | Deuxième ligne   | 4 août 1998        | France               | -             | Formé au club         | 2018                    |
| Thomas Jolmès            | Deuxième ligne   | 8 octobre 1995     | France               | -             | FC Grenoble           | 2017                    |
| Lopeti Timani            | Deuxième ligne   | 17 août 1991       | Australie            |               | Melbourne Rebels      | 2018                    |
| Zeno Kieft               | Troisième ligne  | 2 février 1991     | Pays-Bas             |               | Formé au club         | 2010                    |
| Kevin Gourdon            | Troisième ligne  | 23 janvier 1990    | France               |               | ASM Clermont          | 2012                    |
| Levani Botia             | Troisième ligne  | 14 mars 1989       | Fidji                |               | Nadroga               | 2014                    |
| Victor Vito              | Troisième ligne  | 27 mars 1987       | Nouvelle-Zélande     |               | Hurricanes            | 2016                    |
| Rémi Bourdeau            | Troisième ligne  | 27 février 1992    | France               | -             | AS Béziers            | 2018                    |
| Grégory Alldritt         | Troisième ligne  | 23 mars 1997       | France               | -             | FC Auch               | 2017                    |
| Lopeti Timani            | Troisième ligne  | 17 août 1991       | Australie            |               | Melbourne Rebels      | 2018                    |
| Paul Boudehent           | Troisième ligne  | 21 novembre 1999   | France               | -             | Formé au club         | 2018                    |
| Wiaan Liebenberg         | Troisième ligne  | 31 août 1992       | Afrique du Sud       |               | Montpellier HR        | 2018                    |
| Thomas Berjon            | Demi de mêlée    | 12 avril 1998      | France               | -             | Formé au club         | 2018                    |
| Arthur Retière           | Demi de mêlée    | 1er septembre 1997 | France               | -             | Racing 92             | 2016                    |
| Alexi Balès              | Demi de mêlée    | 30 mai 1990        | France               | -             | SU Agen               | 2016                    |
| Jean-Victor Goillot      | Demi de mêlée    | 10 février 1998    | France               | -             | Formé au club         | 2017                    |
| Tawera Kerr-Barlow       | Demi de mêlée    | 15 août 1990       | Nouvelle-Zélande     |               | Chiefs                | 2017                    |
| Jules Plisson            | Demi d'ouverture | 20 août 1991       | France               |               | Stade français        | 2019                    |
| Ihaia West               | Demi d'ouverture | 16 janvier 1992    | Nouvelle-Zélande     | -             | ASM Clermont          | 2018                    |
| Brock James              | Demi d'ouverture | 22 octobre 1981    | Australie            | Transfert     | Union Bordeaux Bègles | 2019                    |
| Eliott Roudil            | Centre           | 30 octobre 1996    | France               | -             | Formé au club         | 2013                    |
| Pierre Aguillon          | Centre           | 27 mars 1987       | France               | -             | US Oyonnax            | 2015                    |
| Geoffrey Doumayrou       | Centre           | 16 septembre 1989  | France               |               | Stade français        | 2017                    |
| Brieuc Plessis-Couillaud | Centre           | 19 mars 1994       | France               | -             | RC Narbonne           | 2018                    |
| Jules Favre              | Centre           | 22 mars 1999       | France               | -             | Formé au club         | 2018                    |
| Gabriel Lacroix          | Ailier           | 19 octobre 1993    | France               |               | SC Albi               | 2015                    |
| Vincent Rattez           | Ailier           | 24 mars 1992       | France               |               | RC Narbonne           | 2016                    |
| Pierre Boudehent         | Ailier           | 6 février 1998     | France               | -             | Formé au club         | 2017                    |
| Jérémy Sinzelle          | Ailier           | 2 juillet 1990     | France               | -             | Stade français        | 2017                    |
| Marc Andreu              | Ailier           | 27 décembre 1985   | France               |               | Racing 92             | 2018                    |
| Kini Murimurivalu        | Arrière          | 15 mai 1989        | Fidji                |               | ASM Clermont          | 2012                    |

## Calendrier et résultats

### Top 14
| - ASM Clermont - Stade rochelais : 28-10 - Stade rochelais - Stade français : 28-26 - Montpellier HR - Stade rochelais : 30-16 - Stade rochelais - Stade toulousain : 28-13 - Aviron bayonnais - Stade rochelais : 23-22 - RC Toulon - Stade rochelais : 23-3 - Stade rochelais - CA Brive : 41-17 - Stade rochelais - Racing 92 : 12-6 - Lyon OU - Stade rochelais : 45-17 - Stade rochelais - Castres olympique : 22-13 - Union Bordeaux Bègles - Stade rochelais : 20-15 - Stade rochelais - SU Agen : 40-8 - Section paloise - Stade rochelais : 13-44 | - Stade rochelais - ASM Clermont : N'a pas été joué - Stade français - Stade rochelais : 21-20 - Stade rochelais - Montpellier HR : 35-30 - Stade toulousain - Stade rochelais : N'a pas été joué - Stade rochelais - Aviron bayonnais : N'a pas été joué - Stade rochelais - RC Toulon : 17-12 - CA Brive - Stade rochelais : N'a pas été joué - Racing 92 - Stade rochelais : 49-0 - Stade rochelais - Lyon OU : N'a pas été joué - Castres olympique- Stade rochelais : N'a pas été joué - Stade rochelais - Union Bordeaux Bègles : N'a pas été joué - SU Agen - Stade rochelais : N'a pas été joué - Stade rochelais - Section paloise : N'a pas été joué |

#### Phase qualificative: classement final au 1er mars 2020
| Rang | Club                  | J  | V  | N | D  | Bo | Bd | Pm  | Pe  | Diff | Pts |
| ---- | --------------------- | -- | -- | - | -- | -- | -- | --- | --- | ---- | --- |
| 1    | Union Bordeaux Bègles | 17 | 13 | 1 | 3  | 6  | 1  | 475 | 317 | +158 | 61  |
| 2    | Lyon OU               | 17 | 12 | 0 | 5  | 5  | 0  | 463 | 304 | +159 | 53  |
| 3    | Racing 92             | 17 | 9  | 1 | 7  | 5  | 3  | 451 | 324 | +127 | 46  |
| 4    | RC Toulon             | 17 | 9  | 2 | 6  | 3  | 1  | 386 | 334 | +52  | 44  |
| 5    | Stade rochelais       | 17 | 9  | 0 | 8  | 3  | 3  | 370 | 377 | -7   | 42  |
| 6    | ASM Clermont          | 17 | 10 | 0 | 7  | 1  | 0  | 423 | 415 | +8   | 41  |
| 7    | Stade toulousain (T)  | 17 | 8  | 1 | 8  | 4  | 2  | 368 | 331 | +37  | 40  |
| 8    | Montpellier HR        | 17 | 6  | 3 | 8  | 2  | 5  | 404 | 390 | +14  | 37  |
| 9    | Aviron bayonnais (P)  | 17 | 7  | 1 | 9  | 0  | 3  | 327 | 409 | -82  | 33  |
| 10   | Castres olympique     | 17 | 7  | 0 | 10 | 3  | 2  | 392 | 460 | -68  | 33  |
| 11   | CA Brive (P)          | 17 | 7  | 1 | 9  | 1  | 2  | 364 | 439 | -75  | 33  |
| 12   | Section paloise       | 17 | 6  | 0 | 11 | 0  | 4  | 334 | 414 | -80  | 28  |
| 13   | SU Agen               | 17 | 5  | 1 | 11 | 0  | 4  | 323 | 404 | -81  | 26  |
| 14   | Stade français Paris  | 17 | 5  | 1 | 11 | 0  | 3  | 328 | 488 | -160 | 25  |

### Coupe d'Europe
Dans la Coupe d'Europe le Stade rochelais, fait partie de la poule 2 et est opposé aux Anglais d' Exeter Chiefs et des Sale Sharks, et aux Écossais des Glasgow Warriors.
| - Stade rochelais - Exeter Chiefs : 12-31 - Sale Sharks - Stade rochelais : 25-15 - Stade rochelais - Glasgow Warriors : 24-27 | - Glasgow Warriors - Stade rochelais : 7-12 - Stade rochelais - Sale Sharks : 30-23 - Exeter Chiefs - Stade rochelais : 33-14 |

Avec 2 victoire et 4 défaites, le Stade rochelais termine 3e de la poule 2 et n'est pas qualifié pour les quarts de finale.

| Rang | Équipe           | J | V | N | D | Em | Ee | Bo | Bd | Pm  | Pe  | Diff | Pts |
| ---- | ---------------- | - | - | - | - | -- | -- | -- | -- | --- | --- | ---- | --- |
| 1    | Exeter Chiefs    | 6 | 5 | 1 | 0 | 25 | 13 | 5  | 0  | 186 | 105 | +81  | 27  |
| 2    | Glasgow Warriors | 6 | 3 | 1 | 2 | 17 | 14 | 2  | 1  | 141 | 115 | +26  | 17  |
| 3    | Stade rochelais  | 6 | 2 | 0 | 4 | 13 | 18 | 1  | 1  | 107 | 146 | -39  | 10  |
| 4    | Sale Sharks      | 6 | 1 | 0 | 5 | 11 | 21 | 0  | 3  | 92  | 160 | -68  | 7   |

### Supersevens
En 2019 la Ligue Nationale de Rugby lance la première édition du Supersevens, compétition du rugby à 7. Le Stade rochelais est éliminé en ¼ de finale et termine à la 6e place du tableau finale. C'est le Racing 92 qui sera couronné dans son entre à Paris la Défense Arena pour la première édition de cette compétition.
| Place              | Equipe                | Matches | Victoires | Défaites | PM  | PE  | Diff | EM | EE |   |   | Progression |
| ------------------ | --------------------- | ------- | --------- | -------- | --- | --- | ---- | -- | -- | - | - | ----------- |
| Médaille d'or      | Racing 92             | 4       | 4         | 0        | 92  | 31  | 61   | 14 | 5  | - | - | Vainqueur   |
| Médaille d'argent  | Section paloise       | 4       | 3         | 1        | 109 | 73  | 36   | 16 | 11 | - | - | Finale      |
| Médaille de bronze | RC Toulon             | 4       | 3         | 1        | 104 | 67  | 37   | 16 | 10 | - | - | 3e          |
| 4                  | Stade français Paris  | 4       | 2         | 2        | 80  | 83  | -3   | 12 | 13 | - | - | 4e          |
| 5                  | Barbarians français   | 4       | 3         | 1        | 92  | 80  | 12   | 14 | 12 | - | - | 5e          |
| 6                  | Stade rochelais       | 4       | 2         | 2        | 75  | 83  | -8   | 11 | 13 | - | - | 6e          |
| 7                  | Monaco rugby sevens   | 4       | 2         | 2        | 102 | 89  | 13   | 15 | 14 | - | - | 7e          |
| 8                  | SU Agen               | 4       | 1         | 3        | 80  | 116 | -36  | 13 | 17 | - | - | 8e          |
| 9                  | Montpellier HR        | 3       | 2         | 1        | 74  | 59  | 15   | 11 | 9  | - | - | 9e/10e      |
| 10                 | Union Bordeaux Bègles | 3       | 2         | 1        | 60  | 66  | -6   | 10 | 10 | - | - | 9e/10e      |
| 11                 | ASM Clermont Auvergne | 3       | 1         | 2        | 78  | 94  | -16  | 12 | 13 | - | - | 11e/12e     |
| 12                 | Castres olympique     | 3       | 1         | 2        | 41  | 62  | -21  | 7  | 10 | - | - | 11e/12e     |
| 13                 | Stade toulousain      | 3       | 1         | 2        | 92  | 60  | 32   | 14 | 10 | - | - | 13e/14e     |
| 14                 | Lyon OU               | 3       | 1         | 2        | 50  | 78  | -28  | 8  | 12 | - | - | 13e/14e     |
| 15                 | CA Brive              | 3       | 0         | 3        | 52  | 70  | -18  | 8  | 12 | - | - | 15e/16e     |
| 16                 | Aviron bayonnais      | 3       | 0         | 3        | 38  | 108 | -70  | 6  | 16 | - | - | 15e/16e     |

La liste des matchs du Stade rochelais lors de l'édition 2020 du Supersevens :
- 1/8 de finale : Stade rochelais - Aviron bayonnais : 35-14
- 1/4 de finale :  RC Toulon - Stade rochelais : 31-14
- Match de classement :  SU Agen - Stade rochelais : 19-21
- Match pour la 5e place : Barbarians français - Stade rochelais : 19-5